# Плезиозавры
Плезиозавры (лат. Plesiosauria, от др.-греч. πλησίος «близкий» + σαῦρος «ящер») — отряд вымерших пресмыкающихся, живших с триасового по меловой период (227−66,0 млн лет назад). Расцвет пришёлся на юру — ранний мел. Некоторые представители отряда достигали размера 15−20 м.
Плезиозавры были прекрасно приспособлены к жизни в водоёмах, хотя им приходилось выныривать на поверхность, чтобы вдохнуть воздуха. Имели четыре конечности, преобразованные в ласты, и бочкообразное тело. У одних были длинные шеи и маленькие головы, у других — короткие шеи и огромные головы. Обитали в солёноводных водоёмах — морях и океанах. Ископаемые остатки обнаружены на всех континентах, в том числе и в Антарктиде.

## История открытия

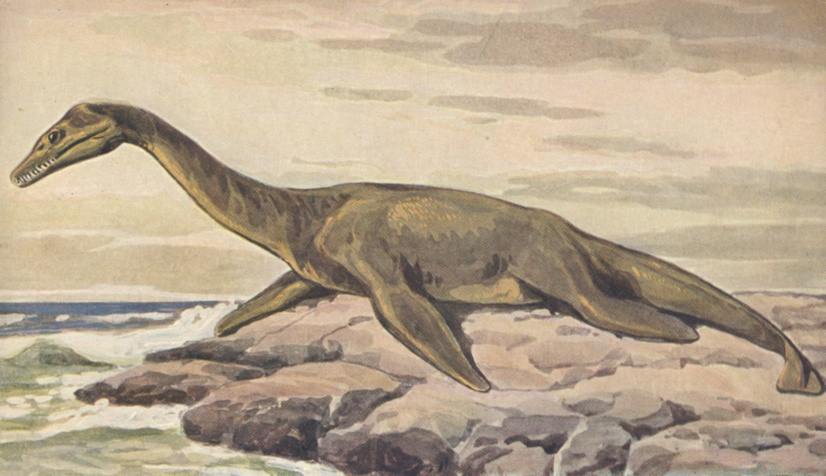
Изображение плезиозавра, выполненное Генрихом Хардером

В 1821 году Уильям Конибер и Генри Томас де ла Беш нашли некоторые отличия у исследуемых ими видов животных от ихтиозавра. Они назвали новую форму плезиозавром.
В 1824 году в Англии, в окрестностях городка Лайм-Реджис, в скальной породе на берегу моря палеонтолог-любитель Мэри Эннинг откопала полный скелет раннеюрского плезиозавра вида Plesiosaurus dolishodeirus. Это была первая задокументированная находка плезиозавра. Эннинг продала этот скелет, и впоследствии он попал в руки к Кониберу, который в тот же год описал ящера. Затем Мэри обнаружила ещё два скелета.
В 1868 году палеонтолог Эдвард Дринкер Коп описал из верхнемеловых отложений Канзаса (США) плезиозавра Elasmosaurus platyurus. При реконструкции он совершил ошибку, поместив голову эласмозавра на кончик хвоста, а не на конец шеи. В дальнейшем соперник Копа, Отниел Чарлз Марш, указал на эту ошибку.
С тех пор ископаемые остатки плезиозавров обнаружены на всех материках, особенно остатки многочисленны в юрских отложениях Европы; в СНГ остатки плезиозавров встречаются в Среднем Поволжье, Заволжье, северо-западной части Казахстана и Якутии.

## Разнообразие

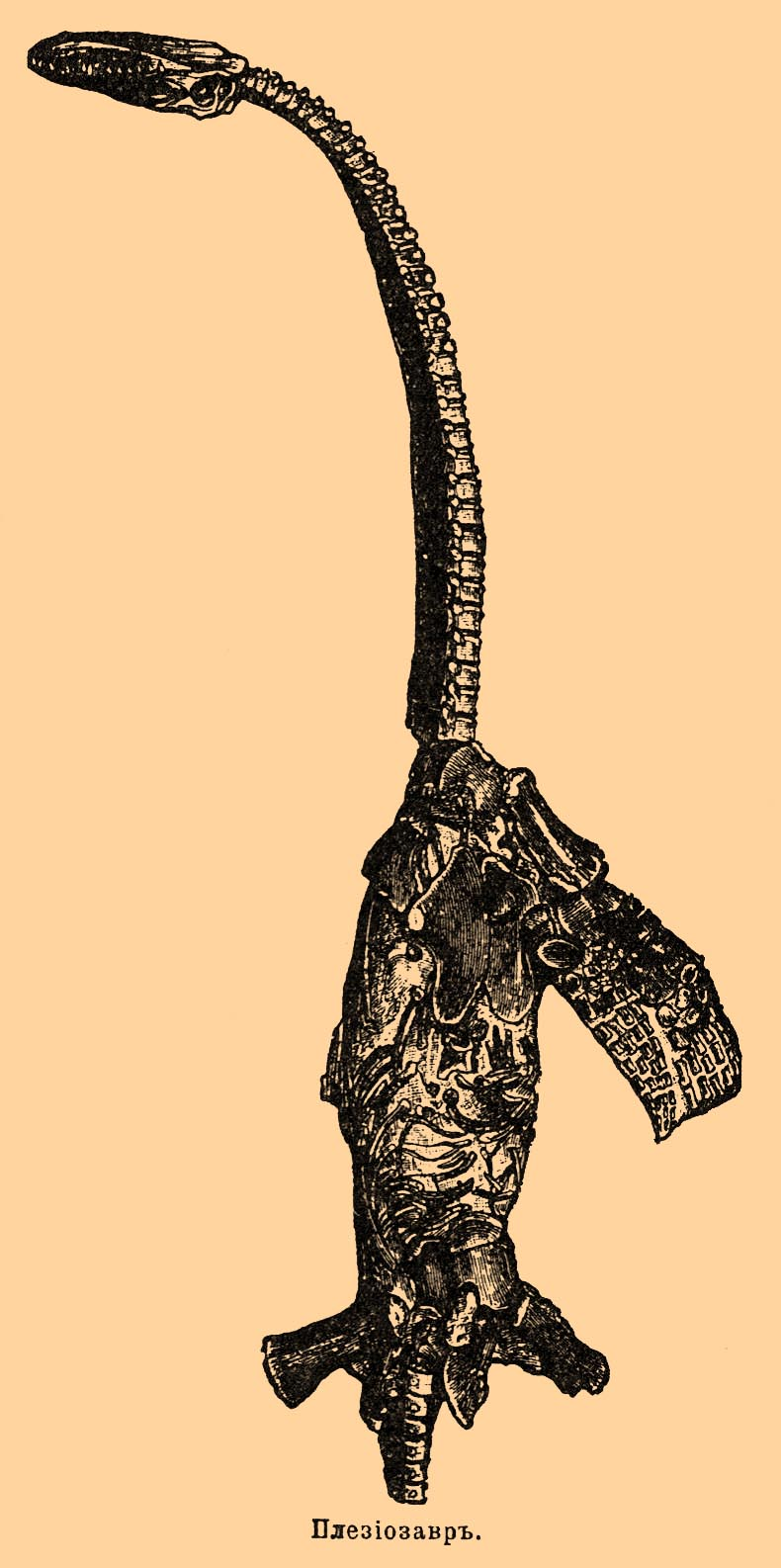

Выделяют два подотряда плезиозавров: длинношеих плезиозавроид (включая семейство цимолиазавров) и короткошеих плиозавроид.
Самые крупные плезиозавры — плезиозавроиды эласмозавриды, такие как представители родов Mauisaurus, Elasmosaurus, Hydrotherosaurus, достигавшие длины 20, 14 и 13 м соответственно (хотя оценки длины первого в 20 м все-таки не бесспорны). Некоторые плиозавроиды, такие как кронозавр и плиозавр, пусть и достигали несколько меньшей общей длины, имели значительно бо́льшую массу тела.
В фильме Би-би-си «Прогулки с динозаврами» показан гигантский 25-метровый лиоплевродон. На самом же деле среднестатистическая длина этих животных не превышала 4,5 метра, а особи длиной более 6 метров встречались очень редко. Ископаемые остатки, якобы принадлежавшие гигантским лиоплевродонам, в действительности принадлежат плиозавроидам других родов, да и те не достигают столь крупных размеров. Так, в 2005 году в Мексике, на территории муниципалитета Арамберри в штате Нуэво-Леон при проведения геологической разведки были обнаружены остатки гигантского плиозавра неизвестного вида (возможно, близкого к кронозавру или плиозавру), длина которого, судя по разным более-менее надежным расчётам, достигала от 11,7 до 15 м. Он получил неофициальное название «Монстр из Арамберри».

## Питание
Плезиозавры в основном питались моллюсками и рыбой, крупные виды плиозавроидов — различными морскими рептилиями (включая других плезиозавров), акулами и другой добычей большого размера. Некоторые плезиозавры порой могли ловить и птиц или летающих ящеров. Один из обнаруженных палеонтологами длинношеих плезиозавров сохранил в области желудка остатки своей последней трапезы — труп летающего ящера, кости рыбы и раковину аммонита. В области желудка кронозавра в то же время находили ископаемые остатки расчленённых челюстями эласмозавридов, крупных акул и черепах.

## Размножение
Споры о способах размножения плезиозавров длятся вот уже 200 лет.
Многие эксперты полагали, что из-за большой массы выбираться на берег и откладывать яйца самкам этих животных было затруднительно, то есть они должны были быть живородящими. Первое прямое этому доказательство было получено после тщательного изучения окаменелого скелета плезиозавра (окаменелости около 20 лет находились в подвале Музея естественной истории в Лос-Анджелесе).

## Классификация
Отряд Plesiosauria — Плезиозавры
- Подотряд Plesiosauroidea
  - Plesiopterys

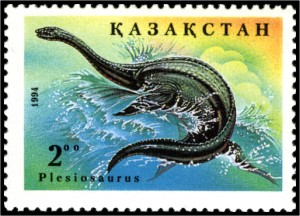

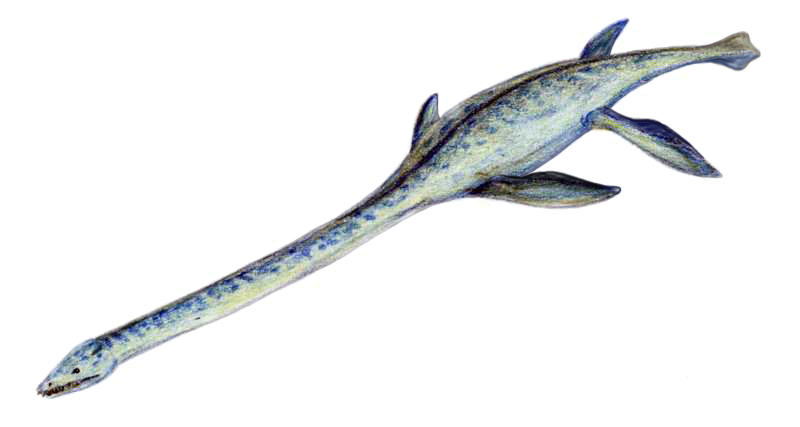
Elasmosaurus platyurus

  - Семейство Plesiosauridae — Плезиозавриды
  - Клада Euplesiosauria
    - Надсемейство Cryptoclidoidea
      - Семейство Cryptoclididae — Криптоклидиды
      - Клада Tricleidia
        - Семейство Tricledidae
        - Семейство Cimoliasauridae
        - Семейство Polycotylidae — Поликотилиды
        - Семейство Elasmosauridae — Эласмозавриды
- Подотряд Pliosauroidea
  - Bishanopliosaurus
  - Megalneusaurus
  - Pachycostasaurus
  - Sinopliosaurus
  - Thalassiodracon
  - Archaeonectrus
  - Attenborosaurus
  - Eurycleidus
  - Семейство Rhomaleosauridae
  - Семейство Leptocleididae
  - Семейство Pliosauridae

## Плезиозавры в мировой культуре
Плезиозавры появлялись во многих художественных произведениях. Первая книга, в которой был упомянут представитель этого рода, — «Путешествие к центру Земли» Жюля Верна, где встречается длинношеий плезиозавр. В романе А. Конан-Дойля «Затерянный мир» упоминался небольшой пресноводный плезиозавр, обитавший в Центральном озере, расположенном на плато. В романе В. А. Обручева «Плутония» было описание двух плезиозавров, дравшихся из-за рыбы. В книге Г. Адамова «Тайна двух океанов» герои обнаруживают подводную колонию плезиозавров, получивших в процессе эволюции способность дышать под водой (термин «плезиозавр» упоминается только под конец, во время научной конференции). Почти вся обнаруженная стая уничтожена при нападении на команду. Наиболее верный образ плезиозавра встречается в произведении Гарри Адама Найта «Карнозавр».
Также плезиозавры появлялись во многих фильмах. Наиболее знаменитая и запомнившаяся публике кинокартина — японский фильм ужасов «Легенда о динозавре»; пользовался успехом у зрителей и британский приключенческий фильм «Земля, позабытая временем».
В фильмах плезиозавры главным образом предстают гигантскими кровожадными монстрами. Более верно они были представлены в телесериале Би-би-си «Прогулки с динозаврами».
Плезиозавр появляется в 22-м эпизоде 3-го сезона сериала «Секретные материалы» — «Трясина».
Плезиозавры также появлялись в видеоиграх «Dino Crisis 2» и «Турок: эволюция».

### Плезиозавры всовременной мифологии
- Широко известное лох-несское чудовище, якобы обитающее в шотландском озере Лох-Несс, часто называют последним представителем плезиозавров (причём фальсификаторы изображали её в соответствии со старыми представлениями о плезиозаврах как о существах с подвижной шеей, способной подниматься высоко над водой, — см., например, знаменитое фото из газеты Daily Mail за 1934 год; в настоящее время установлено, что шея этих существ была практически неподвижной). Плезиозавры угадываются в описании и некоторых других озёрных монстров. Все эти озёра расположены в высоких широтах Северного полушария и имеют карстовые разломы на дне.